# Хаммерсмит вышел на волю
«Хаммерсмит вышел на волю» — американский комедийно-драматический фильм 1972 года по мотивам легенды о Фаусте. Режиссёр — Питер Устинов, который также сам снялся в фильме в главной роли вместе с Элизабет Тейлор, Ричардом Бёртоном и Бо Бриджесом.
Фильм был номинирован на главный приз «Золотой медведь» 22-го Берлинского кинофестиваля, выиграл на нём два «Серебряных медведя» — за лучшую женскую роль — Элизабет Тейлор, и за выдающийся художественный вклад. Также номинировался на премию Гильдии сценаристов США за лучший оригинальный сценарий.

## Сюжет
Вариация легенды о Фаусте, где история предлагает удобную структуру для социального комментария. Я боюсь, что есть люди, корпорации, которые «убивают» так часто и так регулярно, что они выходят за пределы возможности подозрения или наказания.— режиссёр Питер Устинов
Билли Бридлав — санитар Техасской психиатрической больницы. Он влюблён в белокурую официантку и местной закусочной по имени Джимми Джин. На работе он попадает под влияние якобы социопатического больничного пациента по имени Хаммерсмит, который находится в смирительной рубашке в запертой камере — тот обещает Билли новую жизнь со славой и богатством, если его освободят из заточения.
Хаммерсмит: одно из моих самых ранних воспоминаний — это женщина… и змея.
Билли соглашается освободить Хаммерсмита при условии, что Джимми Джин сможет сопровождать их побег. Все трое попадают в приключения, где Хаммерсмит убивает людей и завладевает их собственностью, отдавая её Билли — для постепенного повышения его социального и финансового статуса. У Билли появляется вначале стриптиз-бар, затем фармацевтическая компания, потом он становится нефтяным магнатом, а в итоге — финансистом политических кампаний и послом США по особым поручениям.
Со временем Билли начинает ненавидеть Джимми Джин, однако, к ней проявляет интерес Хаммерсмит и исполняет её желание стать матерью. Хаммерсмит устраивает так, чтобы Билли стал инвалидом в результате несчастного случая на водных лыжах, а затем убеждает его покончить с собой. Заведующий психиатрической больницей находит Хаммерсмита и возвращает его в под замок, где тот начинает обещать славу и богатство новому санитару.

## В ролях
- Элизабет Тейлор — Джимми Джин Джексон
- Ричард Бёртон — Хаммерсмит
- Бо Бриджес — Билли Бридлав
- Питер Устинов — заведующий психиатрической больницей
- Леон Аскин — доктор Кродт
- Леон Эймс — генерал Сэм Пемброк
- Джордж Рафт — Гвидо Скартуччи
- Джон Шак — Генри Джо
- Энтони Холланд — Олдхам
- Линда Гей Скотт — мисс Куим
- Марджори Итон — принцесса
- и другие

### Об актёрском составе
Для Питера Устинова это было второе сотрудничество с актёрской парой Тейлор/Бёртон; в 1967 году три актёра вместе выступали в фильме «Комедианты», и здесь он был уверен, но Устинов признался, что боялся, что четвёртый актёр, с которым они ранее не работали, Бо Бриджес «может быть немного незрелым и немного лёгким для этой роли. Но нам не стоило беспокоиться».
27 июня 1970 года Ричард Бертон написал в своем дневнике о сценарии:

Это очень дико и бесформенно, но именно то, что я хотел бы сделать в данный момент. Особенно потому, что у него есть великолепная роль и для Элизабет, и фильм для нас обоих-это то, что мы искали в течение долгого времени. Устинов должен руководить, так что все должно быть в порядке.... Это должно быть дико забавно и весело, особенно с кем-то таким близким по духу, как Устинов.

## Версии
Британская версия фильма существенно отличается от американской — помимо того, что цензура вырезала сцену топлесс, также вырезаны ряд комедийных сцен и изменено начало фильма.

## Критика
Фильм получил кинонаграды и множество положительных отзывов, так, Роджер Эберт назвал его «одной из лучших комедий года» и «одной из лучших сатир года»., а Винсент Кэнби в рецензии в «Нью-Йорк Таймс» отметил, что фильм «слишком сложен и недостаточно остроумен, чтобы быть особенно убедительным в качестве современной моральной комедии. Однако, как раз тогда, когда терпение на грани истощения, когда можно было бы с чистой совестью уйти из театра, фильм приходит к прерывистой жизни».
Однако, фильм не был коммерчески успешным. Фильм был выпущен на VHS в 1980 году, но на сегодняшний день так и не выпущен на DVD.